# The Streak

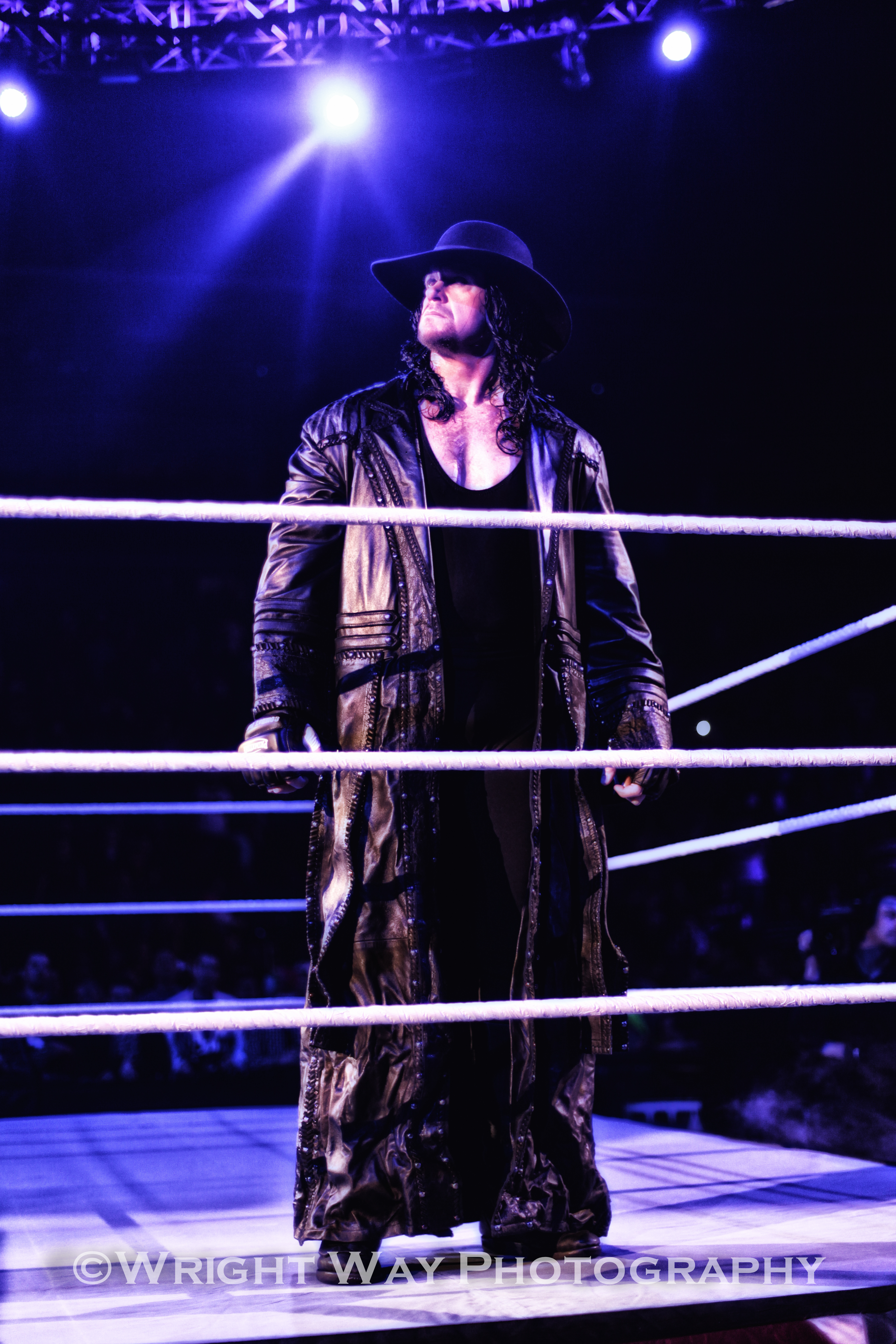
The Undertaker

La Streak è stata una serie di ventuno vittorie consecutive del wrestler The Undertaker a WrestleMania, l'evento annuale più importante della WWE.
La Streak ebbe inizio il 24 marzo 1991, a WrestleMania 7, quando The Undertaker sconfisse Jimmy Snuka, e proseguì ininterrottamente fino al 7 aprile 2013, a WrestleMania 29, quando ebbe la meglio di CM Punk; il Phenom non lottò a WrestleMania 10 e WrestleMania 16 a causa di alcuni infortuni. Il 6 aprile 2014, a WrestleMania 30, fu Brock Lesnar a mettere fine alla storica serie di vittorie di The Undertaker.
Con il passare degli anni, la Streak diventò una componente fondamentale di WrestleMania, tanto che una potenziale vittoria contro The Undertaker in tale evento veniva descritta come il più grande onore che un wrestler avrebbe potuto ottenere nella propria carriera; nonostante facesse parte della kayfabe, questa serie di vittorie fu definita come "la più grande nella storia dello sport" e fu spesso paragonata a quella del pugile Floyd Mayweather.

## The Undertaker
Mark William Calaway (Houston, 4 marzo 1965), meglio conosciuto come The Undertaker, è un ex wrestler statunitense. Egli iniziò la sua carriera nella World Class Championship Wrestling nel 1984; dopo aver lottato brevemente nella World Championship Wrestling per un anno, firmò con la World Wrestling Federation nel 1990, rimanendovi come lottatore attivo fino al 2020.
The Undertaker è un sette volte campione del mondo, avendo detenuto quattro volte il WWF Championship e tre volte il World Heavyweight Championship, vincendo inoltre l'edizione 2007 della Royal Rumble.

## WrestleMania
WrestleMania è uno dei pay-per-view organizzati annualmente dalla WWE, il più longevo tra quelli proposti nonché il più importante, tanto da essere considerato uno dei cosiddetti Big Four.
WrestleMania viene spesso chiamata The Grandest Stage of Them All o The Showcase of the Immortals per sottolinearne la sua longevità e importanza: è infatti la manifestazione di wrestling per eccellenza e ha la stessa valenza del Super Bowl per il football americano e delle NBA Finals per il basket; lottare nel main-event di WrestleMania rappresenta il punto più alto nella carriera di un wrestler.
Nel corso degli anni hanno spesso avuto luogo dei veri e propri match da sogno e in alcune occasioni i grandi lottatori del passato tornano a combattere per una sola notte; anche l'ingresso degli atleti è generalmente più articolato e spettacolare del solito.

## Streak
| #   | Data           | Edizione | Avversario         | Stipulazione              | Durata | Note   |
| --- | -------------- | -------- | ------------------ | ------------------------- | ------ | ------ |
| 1°  | 24 marzo 1991  | 7        | Jimmy Snuka        | Single match              | 04:20  | [ 6 ]  |
| 2°  | 5 aprile 1992  | 8        | Jake Roberts       | Single match              | 06:36  | [ 7 ]  |
| 3°  | 4 aprile 1993  | 9        | Giant González     | Single match              | 07:33  | [ 8 ]  |
| 4°  | 2 aprile 1995  | 11       | King Kong Bundy    | Single match              | 18:36  | [ 9 ]  |
| 5°  | 31 marzo 1996  | 12       | Diesel             | Single match              | 16:46  | [ 10 ] |
| 6°  | 23 marzo 1997  | 13       | Sycho Sid          | No disqualification match | 21:19  | [ 11 ] |
| 7°  | 29 marzo 1998  | 14       | Kane               | Single match              | 16:58  | [ 12 ] |
| 8°  | 28 marzo 1999  | 15       | Big Boss Man       | Hell in a cell match      | 32:46  | [ 13 ] |
| 9°  | 1º aprile 2001 | 17       | Triple H           | Single match              | 18:17  | [ 14 ] |
| 10° | 17 marzo 2002  | 18       | Ric Flair          | No disqualification match | 18:47  | [ 15 ] |
| 11° | 30 marzo 2003  | 19       | Big Show e A-Train | Handicap match            | 09:45  | [ 16 ] |
| 12° | 14 marzo 2004  | 20       | Kane               | Single match              | 16:45  | [ 17 ] |
| 13° | 3 aprile 2005  | 21       | Randy Orton        | Single match              | 14:14  | [ 18 ] |
| 14° | 2 aprile 2006  | 22       | Mark Henry         | Casket match              | 09:26  | [ 19 ] |
| 15° | 1º aprile 2007 | 23       | Batista            | Single match              | 15:47  | [ 20 ] |
| 16° | 30 marzo 2008  | 24       | Edge               | Single match              | 23:50  | [ 21 ] |
| 17° | 5 aprile 2009  | 25       | Shawn Michaels     | Single match              | 30:41  | [ 22 ] |
| 18° | 28 marzo 2010  | 26       | Shawn Michaels     | No disqualification match | 23:59  | [ 23 ] |
| 19° | 3 aprile 2011  | 27       | Triple H           | No disqualification match | 29:22  | [ 24 ] |
| 20° | 1º aprile 2012 | 28       | Triple H           | Hell in a cell match      | 30:50  | [ 25 ] |
| 21° | 7 aprile 2013  | 29       | CM Punk            | Single match              | 22:07  | [ 26 ] |

## La fine dellaStreak
Il presidente della WWE, Vince McMahon, rivelò alcuni interessanti dettagli nascosti sulla Streak, conosciuta come la più grande serie di successi nello sport mondiale. Egli ne spiegò i motivi asserendo che Undertaker era il wrestler più importante all'interno della federazione e aveva raggiunto ogni obiettivo immaginabile, perciò si stava riflettendo con chi avrebbe potuto lavorare per poter mettere in luce una giovane promessa in quel mondo (push) facendola diventare una vera e propria star, dopodiché affermò che i tempi erano maturi e prese la decisione di mettere in luce Brock Lesnar, l'atleta di punta in quel momento spalleggiato dal manager Paul Heyman. I due si scontrarono a WrestleMania 30, con Brock Lesnar che riuscì incredibilmente a mettere fine alla Streak di Undertaker grazie ad una terza F-5 per poi schienarlo. Dopo il clamoroso conto di 3 da parte dell'arbitro la folla rimase impietrita per lo shock, con il ghigno di Lesnar in primo piano sullo schermo e successivamente il numero 21-1. Tre anni dopo riuscì nell'impresa anche Roman Reigns.

## Media
La WWE realizzò diversi DVD riguardanti la Streak; una versione aggiornata, comprendente anche la sconfitta di WrestleMania 30 contro Brock Lesnar, fu distribuita nel 2015.
Nel videogioco WWE 2K14 è presente una modalità Defeat The Streak, nella quale poter scegliere qualsiasi wrestler per fronteggiare The Undertaker a WrestleMania e provare a sconfiggerlo. 